# 키르케 효과
키르케 효과(영어: Circe effect)는 화학 및 생화학에서 반응 속도를 높이기 위해 기저 상태의 기질이 효소에 의해 불안정해지는 것으로 윌리엄 젠크스가 제안한 현상이다.

## 어원
이 효과는 사람을 꾀어 돼지로 만든 키르케(호메로스의 《오디세이아》에 등장하는 마녀)의 이름을 따서 명명되었다.

## 같이 보기
- 기질
- 효소